# 美国铝业公司

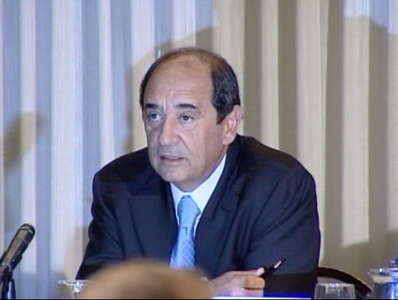
Alain Belda 先生為CEO

美國鋁業公司（Alcoa），簡稱美鋁，是繼力拓集團及俄羅斯鋁業集團（RUSAL）世界第三大鋁材生產商，於1888年由查爾斯·馬丁·霍爾創立，現在美國紐約證券交易所上市。
美國鋁業公司總部位於美國賓夕法尼亞州匹茲堡，監察著遍佈44個國家的業務。緊隨其後的是曾為它子公司－加拿大鋁業集團(Alcan)。根據銷售成績，加拿大鋁業集團超越了美國鋁業公司。
2007年5月7日，美國鋁業公司向加拿大鋁業集團開展了總值270億美元的敵意收購，打算結合成世界上最大的鋁材生產商。當力拓集團在2007年7月12日向加拿大鋁業集團提出善意收購後，美國鋁業公司便把計畫取消。
2009年一月，受到全球金融海嘯衝擊，宣布裁員15,000人並計畫關廠3座。
2016年11月1日美国铝业公司完成重組，分拆成奧科寧克Arconic（NYSE：ARNC）和美国鋁業公司 Alcoa（NYSE：AA）兩家獨立運營的公司並同時宣布新公司開始運營。